# Alexandre Stavisky
Serge Alexandre Stavisky (20. listopadu 1886 – 8. ledna 1934, Chamonix) byl francouzský podvodník, židovský imigrant z Ukrajiny, a hlavní postava Staviského aféry, která vedla v roce 1934 k pádu vlády Camille Chautempse. V roce 1974 o něm byl natočen film Stavisky s Jean-Paul Belmondem v hlavní roli.